# St. Nikolaus von Flüe (Langenbach)
St. Nikolaus von Flüe ist die römisch-katholische Pfarrkirche der Pfarrgemeinde Langenbach im Pfarrverband Langenbach-Oberhummel im oberbayerischen Landkreis Freising.
Da die damalige Pfarrkirche St. Nikolaus von Myra durch den Bevölkerungsanstieg zu klein wurde, entschied man sich für einen Neubau unweit der alten Kirche. Patron wurde der heilige Nikolaus von Flüe. Die Arbeiten begannen im Jahr 1970. Die Grundsteinlegung fand am 30. April 1971, die Weihe am 12. Dezember desselben Jahres statt. Der würfelförmige Betonbau steht an der Südostseite eines gepflasterten Platzes. Auf diesem Platz steht auch der vom Gebäude abgesetzte Glockenturm aus Stahl und Glas, der erst im Jahr 2001 hinzugefügt wurde.

Das Innere der Kirche ist mit einer Kreuzwegdarstellung von Walter Bertram, einem barocken Kruzifix aus Südtirol und einer spätgotischen Madonna, die von einem Seitenaltar der alten Pfarrkirche stammt, geschmückt.

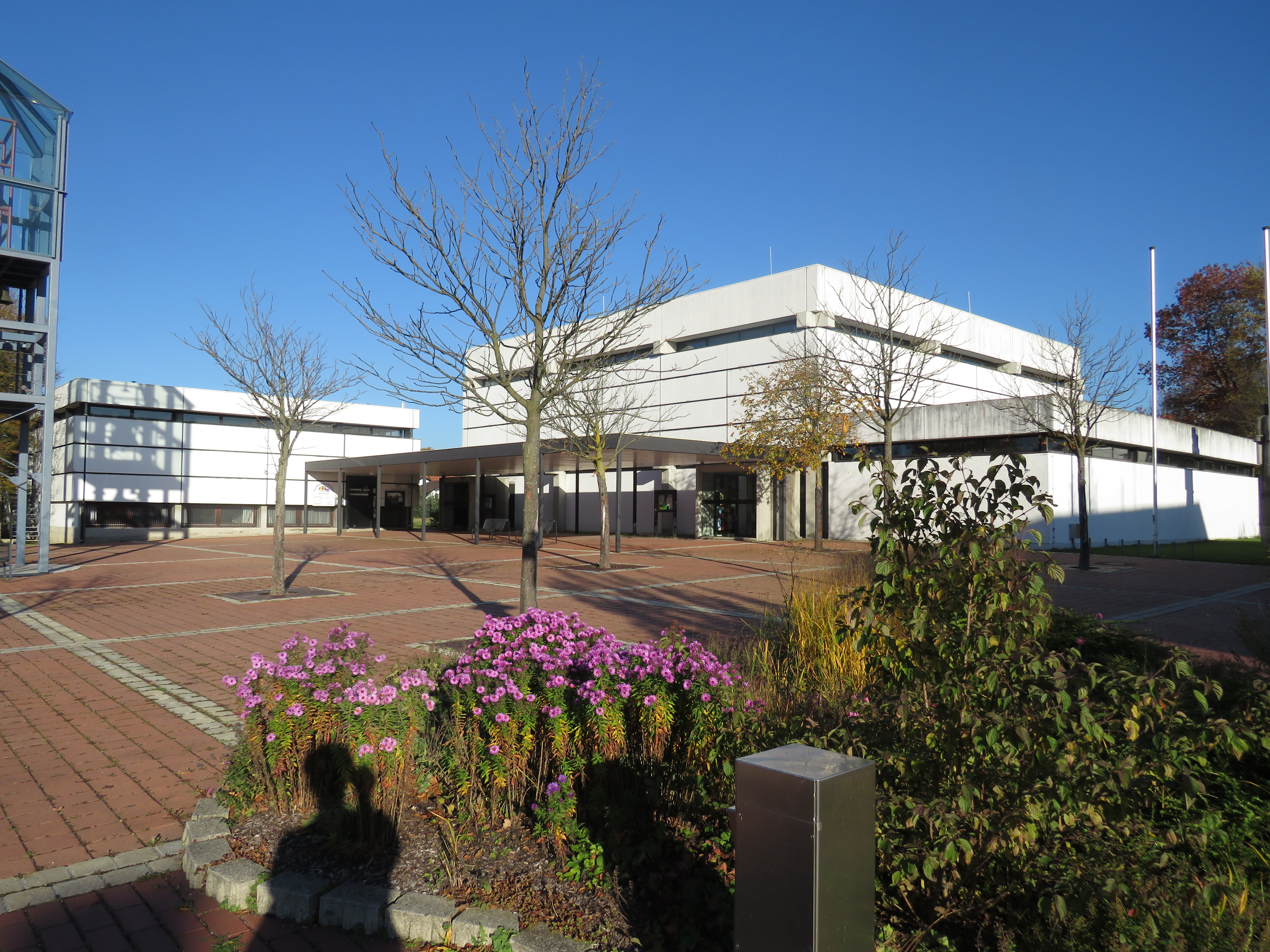
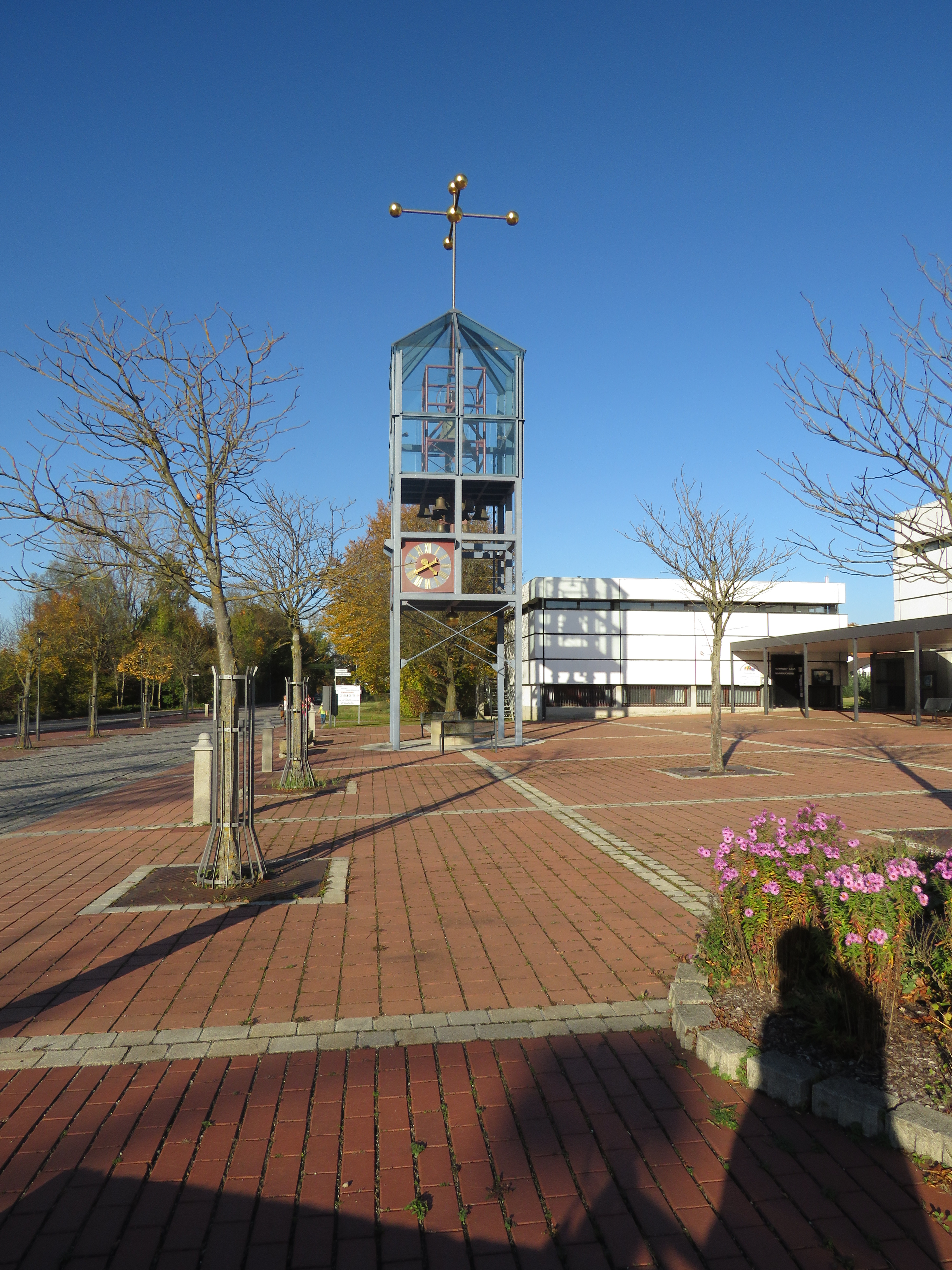

## Quelle
- Informationen zu Geschichte und Ausstattung der Kirche auf den Seiten des Pfarrverbunds Langenbach-Oberhummel